# Grup de Demòcrates Patriotes
El Grup de Demòcrates Patriotes (francès: Groupe des Démocrates Patriotes, GDP) és un partit polític registrat a Burkina Faso (antigament Alt Volta). És un partit d'esquerres fundat el 1988, pel matemàtic Issa Tiendrebéogo (1943-2012). Formava part dels set organitzacions esquerranes que formaven el Front popular i que el 1990 va dominar la Comissió constitucional.
A les eleccions legislatives del 1997 el GDP va guanyar el 0,6% del vot popular i cap escó. Forma part de l'aliança Grup del 14 de Febrer.
El març de 2012 va ser suspès per un any amb uns cinquanta partits i grups polítics més, després de controlar si organitzaven regularment les assemblees obligatòries i si tenien una seu.